# Heide Park Resort

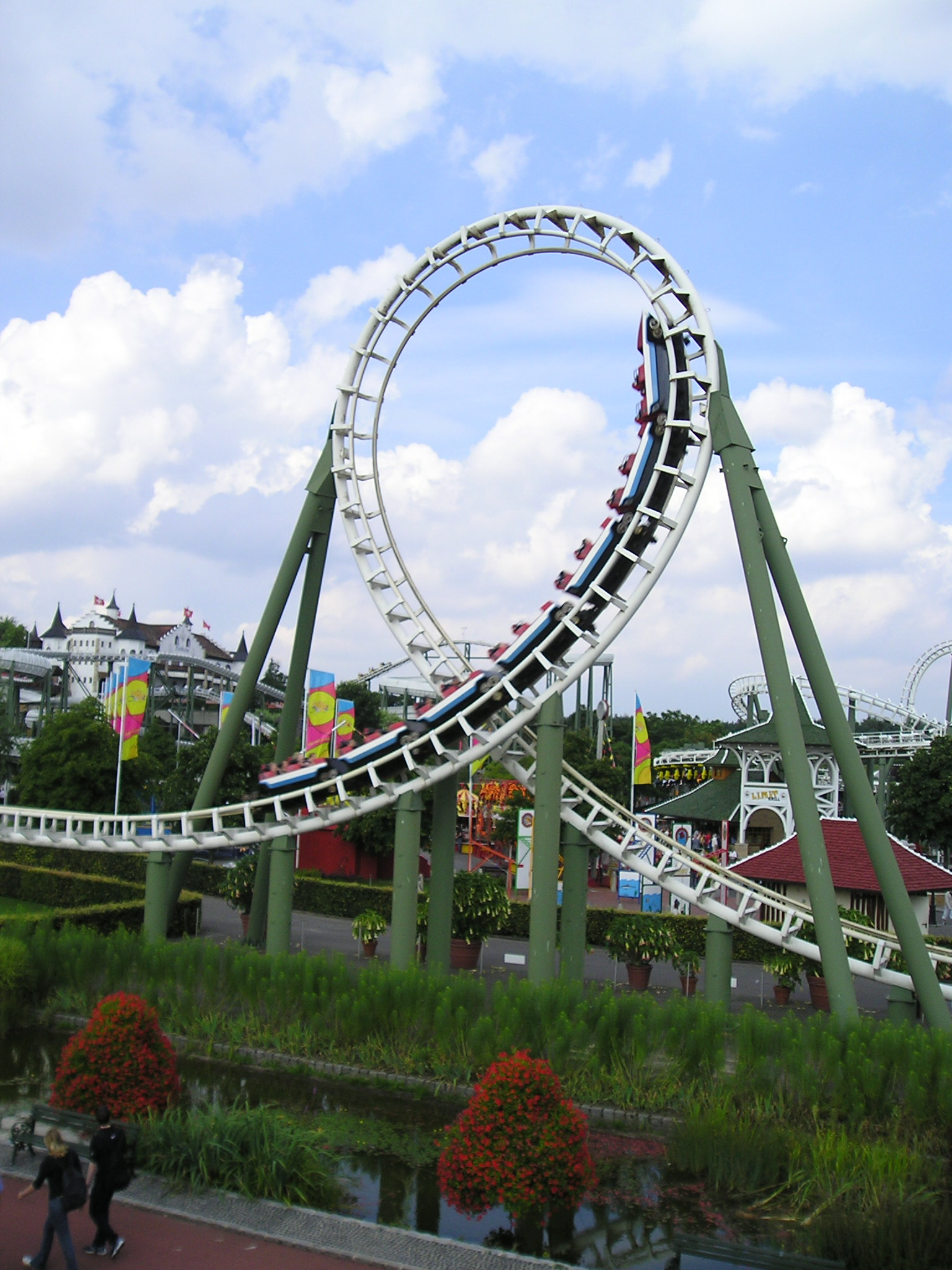
Big Loop

Heide Park Resort – park rozrywki w północnych Niemczech. Znajduje się w pobliżu miasta Soltau koło Hamburga, w kraju związkowym Dolna Saksonia, w powiecie Heidekreis. Zajmuje ponad 850 000 m². Został otwarty 19 sierpnia 1978. Należy do angielskiej grupy Merlin Entertainments. Posiada 44 atrakcji dla gości w każdym wieku: od teatrzyków, spokojnych kolejek po duże roller coastery.
Kolejką o największym przyspieszeniu jest Desert Race (Intamin), która posiada napęd hydrauliczny. W ciągu 2,4 s przyspiesza do 100 km/h.
16 kwietnia 2011 roku została otwarta kolejka Krake. Jest ona pierwszą w Niemczech, a drugą w Europie, kolejką typu Dive Coaster. Kąt pierwszego spadku wynosi 90°.
Na miejscu zamkniętej w 2011 roku atrakcji Wildwasserbahn II zbudowano pierwszy w Niemczech rollercoaster typu Wing Coaster. Został on zbudowany przez firmę Bolliger & Mabillard, a jego koszt wyniósł 15 milionów Euro. Oficjalne otwarcie atrakcji nastąpiło 29 marca 2014. 8 stycznia ujawniono jego nazwę: nowa kolejka górska nazywa się Flug der Dämonen.
Najwyższą i najszybszą kolejką górską parku jest Colossos, która w 2003 roku została zapisana do księgi rekordów Guinnessa jako drewniana kolejka o największym kącie pierwszego spadku (61°). Ze względu na zły stan techniczny kolejka została zamknięta w lipcu 2016 roku w celu przeprowadzenia gruntownego remontu. Roller coaster został oddany ponownie do użytku w dniu 19 kwietnia 2019 roku pod nazwą Colossos - Kampf der Giganten.

## Tematyzacja parku
W roku 2011 park został podzielony na 4 strefy tematyczne:
- Bucht der Piraten – m.in. Bounty, Big Loop, Krake,
- Land der Vergessenen – m.in. Colossos - Kampf der Giganten, Desert Race, La Ola, Magic,
- Explorie – m.in. Mountain-Rafting, Grottenblitz, Lucky Land, Wildwasserbahn I,
- Transsilvanien – m.in. Scream, Toxic Garden, Flüg der Dämonen.

## Atrakcje

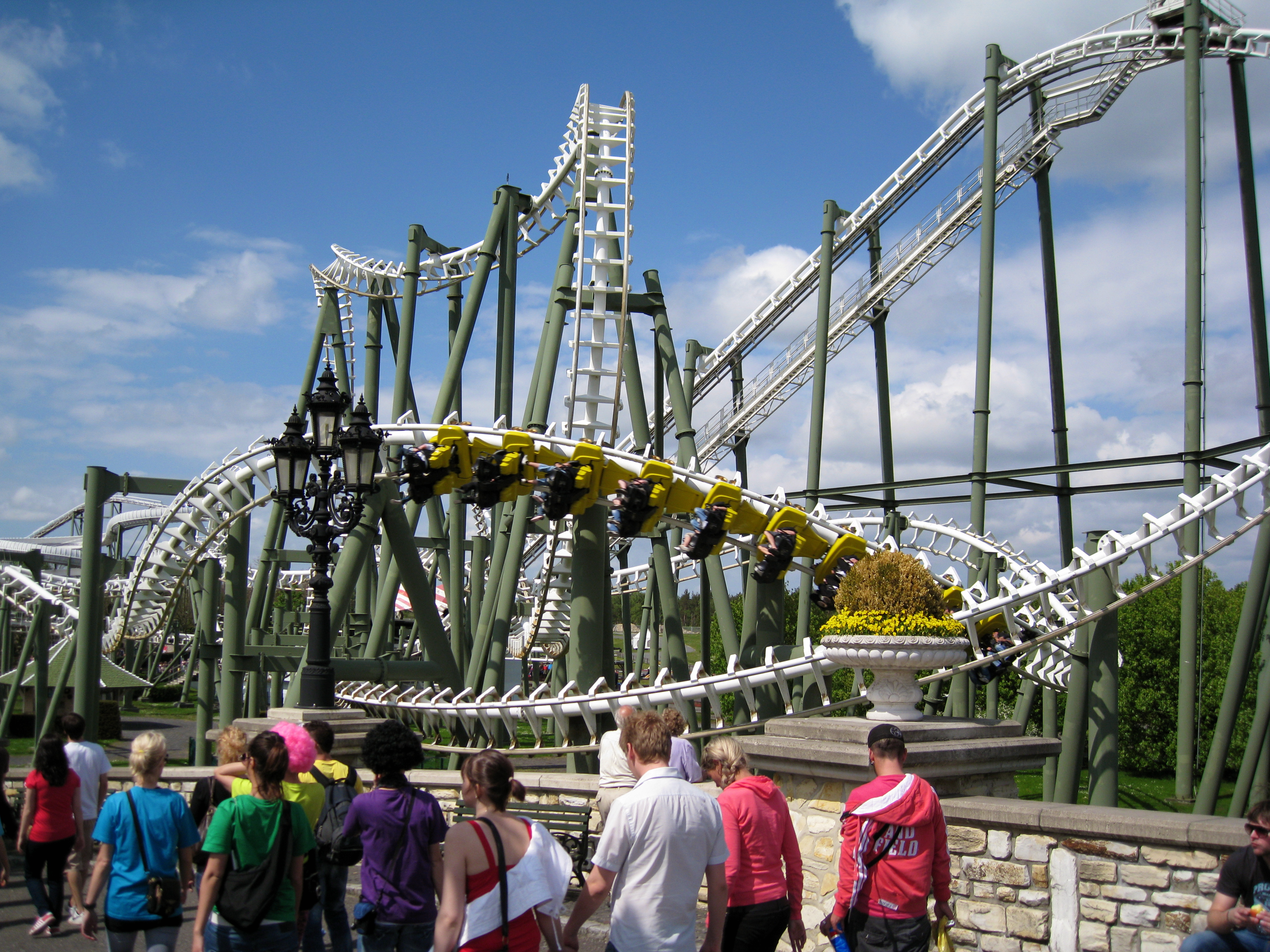
Toxic Garden (dawniej Limit)

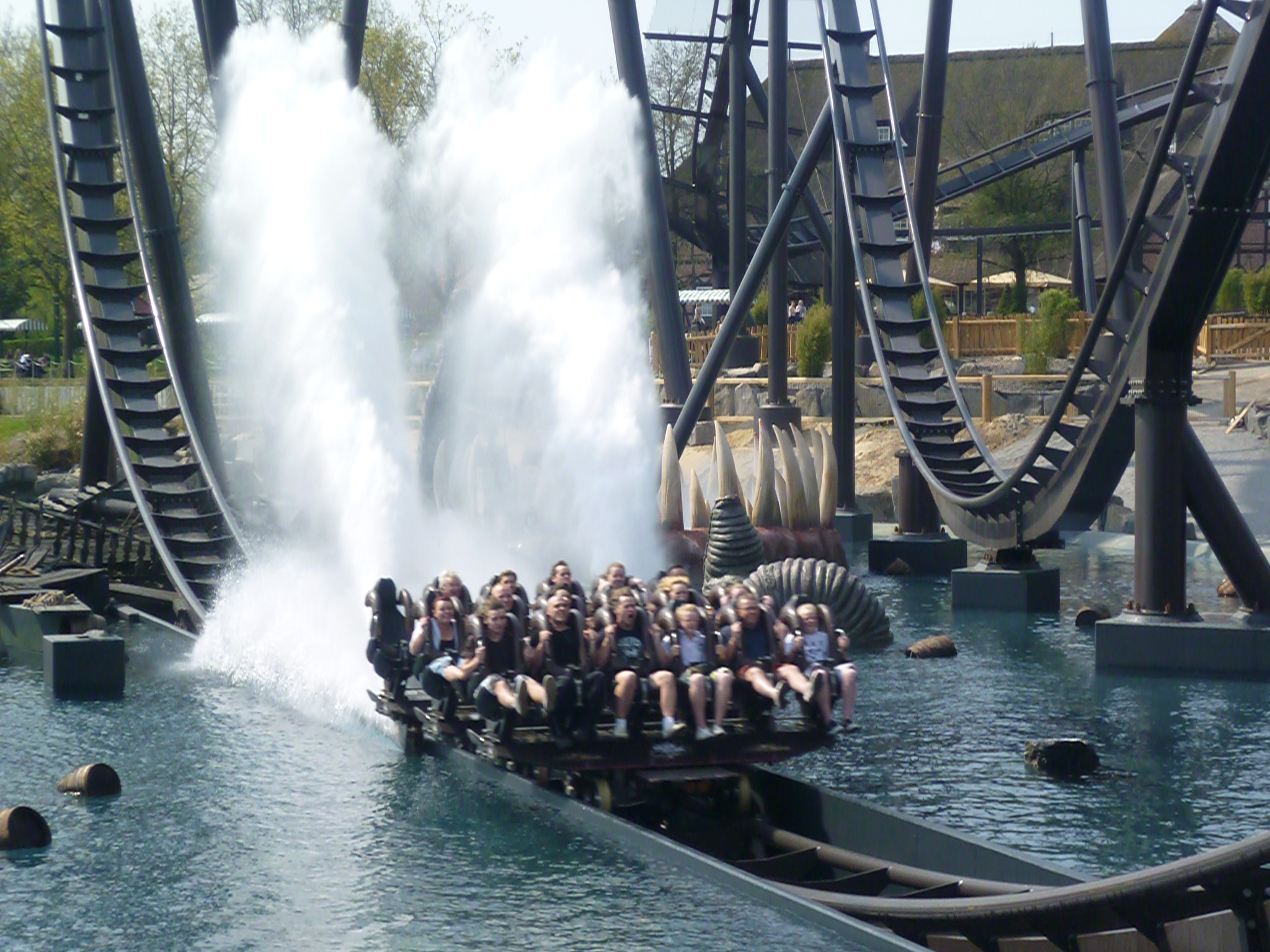
Krake

### Kolejki górskie
W roku 2023 w parku znajdowało się 9 czynnych kolejek górskich:
| # | Nazwa                         | Producent            | Typ                      | Rok otwarcia | Prędkość | Wysokość | Długość | Źródło |
| - | ----------------------------- | -------------------- | ------------------------ | ------------ | -------- | -------- | ------- | ------ |
| 1 | Big Loop                      | Vekoma               | stalowa                  | 1983         | 63 km/h  | 30 m     | 706 m   | [ 8 ]  |
| 2 | Grottenblitz                  | Mack Rides           | stalowy powered coaster  | 1985         | 45 km/h  | 6 m      | 370 m   | [ 9 ]  |
| 3 | Bobhann                       | Mack Rides           | stalowy bobsled coaster  | 1993         | 53 km/h  | 27 m     | 990 m   | [ 10 ] |
| 4 | Toxic Garden                  | Vekoma               | stalowa odwrócona        | 1999         | 80 km/h  | 33,3 m   | 689 m   | [ 11 ] |
| 5 | Colossos - Kampf der Giganten | Intamin              | drewniana                | 2001         | 120 km/h | 60 m     | 1344 m  | [ 6 ]  |
| 6 | Desert Race                   | Intamin              | stalowy launched coaster | 2007         | 100 km/h | 19 m     | 650 m   | [ 2 ]  |
| 7 | Indy-Blitz                    | Zierer               | stalowa dziecięca        | 2008         | 30 km/h  | 4,5 m    | 126 m   | [ 12 ] |
| 8 | Krake                         | Bolliger & Mabillard | stalowy dive coaster     | 2011         | 100 km/h | 41 m     | 476 m   | [ 3 ]  |
| 9 | Flug der Dämonen              | Bolliger & Mabillard | stalowy wing coaster     | 2014         | 100 km/h | 40 m     | 772 m   | [ 5 ]  |

### Atrakcje wodne
| Nazwa              | Ograniczenia wiekowe | Typ         | Max. wysokość | Długość   | Rok otwarcia | Czas jazdy |
| ------------------ | -------------------- | ----------- | ------------- | --------- | ------------ | ---------- |
| Mountain Rafting   | od 4 lat             | Rwąca rzeka | –             | 600 m     | 1992         | 6 min.     |
| Wildwasserbahn I   | od 4 lat             | Dzika woda  | 12 m          | 600 m     | 1980         | 4 min.     |
| ToPiLauLa Schlacht | od 8 lat             | Bitwa wodna | –             | ok. 150 m | 2010         | ok. 5 min. |

### Pozostałe atrakcje
| Nazwa              | Ograniczenia wiekowe   | Typ                                    | Max. wysokość       | Producent              | Rok otwarcia | Czas jazdy |
| ------------------ | ---------------------- | -------------------------------------- | ------------------- | ---------------------- | ------------ | ---------- |
| Aqua Spin          | od 10 lat / 140–195 cm | Top Spin                               | 18 m                | Huss                   | 1992         | ok. 2 min. |
| Bounty             | od 4 lat               | Kołyszący się statek                   | 15 m                | Intamin                | 1987         | 3,5 min.   |
| Break Dance        | od 6 lat / 120 cm      | Break Dance                            | –                   | Huss                   | 1990         | 90 sek.    |
| Dampfkarussell     | do 8 lat               | Karuzela                               | –                   | Peter Petz             | 1986         | 90 sek.    |
| El Sol             | od 4 / 120 cm          | Enterprise                             | 20 m                | Huss                   | 1990         | 90 sek.    |
| Floßfahrt          | bez ograniczeń         | Przejażdżka na tratwach                | –                   | Mack                   | 1978         | 10 min.    |
| Gokartbahn         | bez ograniczeń         | Tor gokartowy                          | –                   | ?                      | 2002         |            |
| Käpt’ns Törn       | bez ograniczeń         | Rejs łódką                             | –                   | Mack                   | 1997         | 4 min.     |
| Heide-Park Express | bez ograniczeń         | Kolejka przewożąca po parku            | –                   | CRM                    | 1978         | 6 min.     |
| Huracan            | od 8 lat / 120 cm      | Round-up                               | 11 m                | Fähtz                  | 1983         | ok. 3 min. |
| Kanalfahrt         | bez ograniczeń         | Spływ kanałem                          | –                   | Mack                   | 1991         | 5,3 min.   |
| Koggenfahrt        | bez ograniczeń         | Kołysząca się karuzela                 | –                   | Mack                   | 1982         | 90 sek.    |
| Lady Moon          | od 8 lat / 130cm       | Flipper                                | 13,5 m              | Huss                   | 1990         | 90 sek.    |
| La Ola             | od 4 lat / 100 cm      | Karuzela łańcuchowa                    | 14 m                | Zierer                 | 2009         | 144 sek.   |
| Magic              | od 6 lat / 120 cm      | Magic                                  | 9 m                 | Huss                   | 1990         | 90 sek.    |
| Märchenfahrt       | bez ograniczeń         | Baśniowa podróż łódkami                | –                   | Mack                   | 1991         | 4,5 min.   |
| Monorail           | bez ograniczeń         | Kolejka jednoszynowa                   | 6 m                 | ?                      | 1985         | 12 Min.    |
| Monza Rennstrecke  | od 8 lat               | Rajd samochodzikami                    | –                   | ?                      | 1978         | 90 sek.    |
| Nostalgiekarussell | bez ograniczeń         | Karuzela dla dzieci                    | –                   | Bertazzon              | 1997         | 2,5 min.   |
| Oldtimer           | bez ograniczeń         | Przejażdżka zabytkowymi samochodzikami | –                   | Mack                   | 1978         | 2 min.     |
| Panorama-Turm      | bez ograniczeń         | Wieża widokowa                         | 75 m                | Intamin                | 1985         | 3 min.     |
| Panoramabahn       | bez ograniczeń         | Pociąg widokowy                        | 4 m                 | Mack                   | 1978         | 7 min.     |
| Okti               | od 6 lat               | Karuzela                               | 4 m                 | Schwarzkopf            | 1981 / 1992  | 2 min.     |
| Roter Baron        | do 8 lat               | Roter Baron                            | 3m                  | Mack                   | 1985         | 3 Min.     |
| Scream             | od 10 lat/ 130–195 cm  | Wieża swobodnego spadku                | 103 m (spadek 71 m) | Intamin                | 2003         | 77 sek.    |
| Screamie           | od 3 lat / 100 cm      | Wieża swobodnego spadku                | 12 m                | Zierer                 | 2008         | –          |
| Seepferdchenbucht  | od 2 lat/ 120 cm       | Spływ kajakiem                         | –                   | Klarer Freizeitanlagen | 2005         | –          |
| Western-Riesenrad  | bez ograniczeń         | Diabelski młyn                         | 12 m                | Zierer                 | 2008         | ?          |
| Wichtelhausenbahn  | do 8                   | Przejażdżka                            | –                   | Mack                   | 1978         | 90 sek.    |

### Pokazy
- Traümfugler Show (2018),
- Die Rachte des Admirals (2018).

### Inne
Oferta parku obejmuje ponadto pokazy delfinów, lwów morskich, piratów, sztukmistrzów i akrobatów; place zabaw (z możliwością wspinaczki, zabaw w wodzie, jazdy na karuzeli, wędrówki przez zaczarowany świat lub wcielenia się w rolę pilota, żeglarza, marynarza, maszynisty lub kierowcy Formuły 1), drewniane domki noclegowe oraz czterogwiazdkowy hotel stylizowany na kryjówkę piratów.